# Mesosemia gaudiolum
Mesosemia gaudiolum is een vlindersoort uit de familie van de prachtvlinders (Riodinidae), onderfamilie Riodininae.
Mesosemia gaudiolum werd in 1865 beschreven door H. Bates.